# Ди Си Ентъртейнмънт
„Ди Си Ентъртейнмънт“ (на английски: DC Entertainment) е американска развлекателна компания, основана през 2009 г., със седалище в Бърбанк, Калифорния. Компанията е дъщерно дружество на „Уорнър Брос Дискавъри“, като управлява своите единици „Ди Си Комикс“ и герои, а също и водещия франчайз[ неясно? ] Разширена вселена на Ди Си, започнал през 2013 г. и приключил през 2023 г., и рестартирания франчайз[ неясно? ] Вселена на Ди Си, стартирал през 2024 г.
През април 2022 г. след сливането на компанията майка „Уорнърмедия“ с „Дискавъри“ е съобщено, че компанията „Ди Си Ентъртейнмънт“ е реорганизирана в свое собствено звено, вместо да се управлява от други дъщерни дружества на „Уорнър Брос“.

## История

### Създаване
На 9 септември 2009 г. „Уорнър Брос“ обявява, че „Ди Си Комикс“ ще се превърне в дъщерно дружество на „Ди Си Ентъртейнмънт“, като Даян Нелсън, президент на „Уорнър Премиер“, става президент на новосформираната холдингова компания, президентът на „Ди Си Комикс“ Пол Левиц се премества на позицията на допринасящ редактор и консултант. Оттогава „Уорнър Брос“ и „Ди Си Комикс“ са собственост на една и съща компания.
На 18 февруари 2010 г. „Ди Си Ентъртейнмънт“ назначама Джим Лий и Дан ДиДио за съиздатели на „Ди Си Комикс“, Джеф Джонс за главен творчески директор, Джон Руд за изпълнителен вицепрезидент по продажбите, маркетинга и бизнес развитието и Патрик Калдън за изпълнителен вицепрезидент по финансите и администрацията.

### Разширяване
През октомври 2013 г. „Ди Си Ентъртейнмънт“ обявява, че офисите на „Ди Си Комикс“ ще се преместят през 2015 г. от Ню Йорк в централата на „Уорнър Брос“ в Бърбанк, Калифорния. Другите звена, анимация, филми, телевизия и планиране на портфолио, са предшествали „Ди Си Комикс“, като са преместени там още през 2010 г.
„Ди Си Ентъртейнмънт“ обявява първия си франчайз – Ди Си Суперхироу Гърлс, през април 2015 г. с мултиплатформено съдържание, играчки и облекло, които ще започнат[ неясно? ] да се появяват през 2016 г.
„Уорнър Брос Пикчърс“ се реорганизира през май 2016 г., за да има отговорни за жанра ръководители на филми, като по този начин франчайз филмите на „Ди Си Ентъртейнмънт“ под „Уорнър Брос“ са поставени в новосъздадено подразделение „Ди Си Филмс“, създадено под ръководството на изпълнителния вицепрезидент на „Уорнър Брос“ Джон Бърг и главния директор за съдържанието на Ди Си Джеф Джонс. Това е направено в същия дух като „Марвел Студиос“ при обединяването на свързаните с Ди Си филми в една визия и изясняването на процеса на зелена светлина. Джон също запазва съществуващата си роля в „Ди Си Комикс“. Джонс е повишен в президент на Ди Си с присъединяването на „Ди Си Филмс“, докато все още докладва на президента на „Ди Си Ентъртейнмънт“ Нелсън. През август 2016 г. Амит Десаи е повишен от старши вицепрезидент, маркетинг и глобално управление на франчайз до изпълнителен вицепрезидент, бизнес и маркетингова стратегия, директно към потребителите и глобално управление на франчайз.

### Дигитално разпространение
През април 2017 г. Ди Си обявява предстояща услуга за стрийминг с „Уорнър Брос Диджитал Нетуъркс“, която трябва да включва оригинални екшън и анимационни сериали, базирани на герои и франчайзи на Ди Си, като Титани и Младежката лига се завръща. Услугата, по-късно обявена като „Ди Си Юнивърс“, стартира през септември 2018 г. и също включва достъп до класически телевизионни сериали на Ди Си и цифрови комикси.
С разочарованието от това, че „Ди Си Филмс“ не отговаря на резултатите на „Марвел Студиос“ и Берг, който иска да се оттегли като продуцент през януари 2018 г., е обявено, че изпълнителният директор на „Уорнър Брос“ Уолтър Хамада е назначен за президент на филмовата продукция на Ди Си. След отпуск, започнал през март 2018 г., Даян Нелсън подава оставка като президент на „Ди Си Ентъртейнмънт“. Изпълнителното ръководство на компанията трябва да докладва на главния директор на „Уорнър Брос“ по дигинално съдържание Томас Гевеке, докато бъде избран нов президент.

### Дружество с ограничена отговорност
През юни 2018 г. Джонс също е отстранен от позицията си на главен творчески директор и президент на „Ди Си Ентъртейнмънт“. Джим Лий заема и позицията главен творчески директор освен поста на съиздател на Ди Си. През септември 2018 г. Ди Си става част от новосъздаденото подразделение „Уорнър Брос Глобал Брандс енд Франчайз“, ръководено от Пам Лифорд. През януари 2019 г. е съобщено, че 7 от 240-те служители на Ди Си са съкратени, включително няколко вицепрезиденти.
През август 2020 г. издателят на Ди Си Джим Лий обявява, че оригиналните продукции на „Ди Си Юнивърс“ ще бъдат прехвърлени към новата стрийминг услуга на „Уорнърмедия“ „Ейч Би О Макс“, като по-голямата част от персонала на „Ди Си Юнивърс“ е съкратен. През януари 2021 г. останалата част от услугата се превъръща в услуга, ориентирана към комикси, известна като „Ди Си Юнивърс Инфинити“. Услугата включва заглавия на Ди Си шест месеца след датата им на пускане на дребно (сравнимо с „Марвел Ънлимитид“), ранен достъп до първите дигитални заглавия на „Ди Си Комикс“, ексклузивни комикси, създадени за услугата, и достъп до 24 000 заглавия от каталога на Ди Си.

### Дъщерно дружество на „Уорнър Брос Дискавъри“
На 14 април 2022 г., след сливането на компанията майка „Уорнърмедия“ с „Дискавъри“, е съобщено, че компанията проучва преструктуриране на „Ди Си Ентъртейнмънт“ в „солидирано звено по съдържанието“, по-близък до „Марвел“, с неговите филми, телевизия, и разработката на видеоигри, поставена директно под Ди Си с централен лидер, вместо да се управлява от други филиали на „Уорнър Брос“. През август 2022 г. Ди Си стартира отново своя уебсайт на адрес dc.com, като същевременно премахва „комикси“ от потребителските имена на другите си социални медии.
През октомври 2022 г. „Ди Си Филмс“ е заменен от „Ди Си Студиос“, което ще[ неясно? ] е ръководено от съпредседателите Джеймс Гън и Питър Сафран съгласно четиригодишен договор за надзор на филмови, телевизионни и анимационни продукции, включващи собственост на Ди Си. Те докладват директно на главния изпълнителен директор на „Уорнър Брос Дискавъри“ Дейвид Заслав, като същевременно работят в сътрудничество и с Майкъл Де Лука и Памела Абди от „Уорнър Брос Пикчърс“.
През май 2023 г. Лий е повишен в президент, издател и главен творчески директор на Ди Си, продължавайки да докладва на Пам Лифорд като президент на „Глобал Брандс енд Експириънс“.